# Dagobert Loewenberg
Dagobert Loewenberg (* 20. Juli 1929 in Berlin; † 26. Juni 2006) war ein deutscher Dokumentarfilmregisseur.

## Leben und Wirken
Dagobert Loewenberg arbeitete 1950 beim Berliner Rundfunk, der von der DDR betrieben wurde, sich aber in der West-Berliner Masurenallee befand. Im Dezember war er (wahrscheinlich zufällig) Augenzeuge einer Entführung eines unliebsamen DDR-Bürgers dort durch Richard Gladewitz und zwei weitere Mitarbeiter. Er wurde kurz danach von der West-Berliner Polizei verhaftet und saß anschließend acht Monate in Untersuchungshaft in Moabit. Im August 1951 wurde er wie die anderen drei Angeklagten aus Mangel an Beweisen freigesprochen. Diese Ereignisse wurden von Medien in West und Ost ausführlich beschrieben und propagandistisch genutzt. Dagobert Loewenberg gab kurz nach seiner Freilassung ein ausführliches Interview mit Richard Gladewitz über seine Haftzeit, das als Dokumentarfilm gesendet wurde.
Dagobert Loewenberg war danach für das DEFA-Studio für Wochenschau und Dokumentarfilme tätig, vor allem für die Wochenschau Der Augenzeuge. Von 1955 ist sein erster Kurzdokumentarfilm als Regisseur bekannt. 1965/66 heiratete er die Augenzeuge-Chefredakteurin Renate Wekwerth, mit der er danach eng zusammenarbeitete.
Etwa ab 1970 war er  für das Fernsehen der DDR tätig, vor allem für die Nachrichtensendung Aktuelle Kamera. Von 1982 ist sein letzter Dokumentarfilm als Regisseur bekannt.

## Filmografie
Dagobert Loewenberg drehte zahlreiche Kurzdokumentarfilme, vor allem für die Wochenschau Der Augenzeuge und später auch für die Nachrichtensendung Aktuelle Kamera. Er berichtete vor allem über neue Neubausiedlungen und Industriewerke in der DDR, sowie über junge unabhängige Staaten in Afrika, über Westberlin, und weitere Themen, meist mit einer stark propagandistischen Ausrichtung.
Regie
- 1955 Aus dem Kulturleben unserer Zeit, Nr. 2/1955, erste bekannte Regietätigkeit
- 1956 Ein modernes Hüttenwerk, auch Drehbuch
- 1957 Zwischen Anker und Schwemmbach
- 1958 Glück auf, Schwarze Pumpe
- 1958 Eine Wohnung? Bitte!, auch Drehbuch
- 1959 Unsere Gäste, auch Szenarium
- 1959 Die erste Etappe, auch Drehbuch
- 1960 Otto Buchwitz – Ein Arbeiterleben, auch Drehbuch
- 1960 4. 11. 1960
- 1961 Nigeria 1960, auch Drehbuch
- 1961 Patrice Lumumba, auch Drehbuch
- 1961 Guten Tag, kleine Stadt, auch Drehbuch
- 1961/62 I. Internationale Gartenbauausstellung der sozialistischen Staaten in Erfurt, auch Drehbuch
- 1963 Kennt ihr Paulchen?
- 1963 Die aus der 8 c
- 1963 Was wird aus Westberlin? (Revanchismus in Westberlin), auch Drehbuch
- 1963/1964  Höchstnote 9,8, auch Drehbuch
- 1964 Willkommen in Berlin, auch Drehbuch, vor dem Deutschlandtreffen, auch Regie
- 1964 Deutschlandtreffen 1964, nach dem Deutschlandtreffen
- 1965 Schmutziger Krieg, auch Drehbuch
- 1965 Die große Reise
- 1965 DDR-Magazin, 25/1965, auch Redaktion, mit Renate Wekwerth (!)
- 1965/66 Für das Selbstbestimmungsrecht der Völker
- 1966 DDR-Magazin, 26/1966, auch Drehbuch
- 1967 Die Stürmer (Die Fälscher), auch Drehbuch
- 1968 DDR-Magazin, 50/1968, auch Drehbuch
- 1979 Auferstanden aus Ruinen, Teil 1, auch Kommentar und Sprecher
- 1982 Weißwasser – ein Stück Heimat. mit Renate Loewenberg

Nur Drehbuch
- 1964/1965 DM-GST – Bitte melden!
- 1989/90 Spreewaldfamilie, Deutscher Fernsehfunk, 7 Folgen,  Idee, mit Renate Loewenberg

## Ehrungen
- 1965 Heinrich-Greif-Preis, für das Kollektiv der DEFA-Wochenschau Der Augenzeuge, mit Renate Loewenberg, und zwei weiteren Mitarbeitern
- 1979 Heinrich-Greif-Preis, für das Kollektiv der Aktuellen Kamera, mit Renate Loewenberg und weiteren Mitarbeitern